# Neocnus
Neocnus es un género de perezosos extintos del Cuaternario cubano. Se conocen dos especies cubanas -aunque existe la posibilidad de que sea una sola en realidad-: N. gliniformis y N. major y dos dominicanas (y/o haitianas): N. toupiti y N. dousman. Respectivamente, una es siempre más grácil que la otra en Cuba y en La Española, dando la posibilidad que lo que existiera en realidad fuera solamente resultado del dimorfismo sexual. Neocnus de forma general es pequeño en comparación a otros perezosos de su época.

## Descripción
Neocnus pudo haberse parecido a un típico perezoso terrestre megaloníquido, aunque era mucho menor, con una cola alargada y un torso ancho, así como miembros ágiles y largas garras. Este perezoso es conocido por haber tenido vértebras caudales que eran amplias, un rasgo que es compartido con otros perezosos terrestres, indicando que este animal, como el tamandúa de la actualidad, probablemente usaba su cola para adoptar una postura erguida. Los dientes caniniformes de Neocnus eran grandes y triangulares, y su cráneo era profundo y tenía una gran cresta sagital la cual en conjunto con la mandíbula ancha probablemente permitía un fuerte esfuerzo realizado por los músculos masticatorios.
Los fósiles de este perezoso se han hallado en depósitos de cuevas haitianas. Estos han sido datados tan recientemente como el año 4391 antes del presente, calibrado al año 5000 antes del presente. Se ha teorizado que este perezoso, al igual que otros perezosos de las Antillas, fue llevado a la extinción por humanos que buscaban su carne y su piel. Actualmente, esta especie de perezoso se encuentra en estudio por biólogos evolutivos. Se supone que Neocnus pudo haber sido semiarbóreo.